# Joseph-Louis Lambot
Joseph-Louis Lambot (ur. 22 maja 1814 w Montfort-sur-Argens, Provence-Alpes-Côte d'Azur, Francja, zm. 2 sierpnia 1887 w Brignoles, Provence-Alpes-Côte d'Azur, Francja) – francuski wynalazca.
W 1848 r. zbudował łódź zrobioną z żelazobetonu. W 1851 r. jako pierwszy opatentował mieszankę żelaza i cementu (żelazobeton). W 1855 r. łódź z żelazobetonu zaprezentowana na Światowej Wystawie w Paryżu, odniosła wielki sukces.
Opracowano na podstawie: en.structurae.de